# Carnaval da Venezuela
No carnaval Venezuelano, acontece o Carnaval em Puerto Cabello. A tradição desse Carnaval é mantida sem interrupção desde 1871, passando de uma geração para outra, até nossos dias. O Resgate do Grupo Folclórico San Millan "tem-se distinguido neste notável trabalho de revitalização da cultura popular de carnaval Puerto Cabello. O Museu de Cultura de Valência tem uma excelente exposição dedicada às raízes étnicas do bairro e seu Carnaval de San Millán.
Uma das partes mais populares da Venezuela é o Carnaval. Dias completos com papelillos, disfarces, surpresas e jogos. Em todos os estados do país, crianças, jovens e adultos, acontecem e eles desfrutam de que eles são da música tradicional. Cada região tem sua maneira especial para comemorar o Carnaval. Ele / ela sabe um pouco como é feito em cada área. Nos estados oriental são a tradicional. Chama Amusements pascais, eventos realizados entre o tempo de Natal e Carnaval, onde as manifestações teatrais, musicais e coreográficas convergem É famoso o Carnaval Internacional de Carúpano, no estado de Sucre, devido à sua tradição vistosidad e atratividade turística. No Zulia, os borrões e os viejitos elas respeitam o tradicional desfile de disfarces, em Trujillo, a boneca da Calenda é a dança em que você / eles fazer a aparência dos personagens mais diversos.
Em 2019, o presidente do país, Nicolás Maduro, decidiu aumentar em dois dias o feriado de Carnaval.